# Haku Maki
Haku Maki (巻白, Maki Haru, 1924-2000)  de son vrai nom Tadaaki  Maejima est un artiste graveur japonais né à Asomachi, près du lac Kasumiga-ura dans la Préfecture d'Ibaraki.

## Biographie
Haku Maki suit une scolarité dans une école ordinaire et devient professeur dans un lycée. Après la guerre, il rejoint la Société Ichimoku-kai (littéralement « Société du premier jeudi »), fondée par Kōshirō Onchi et qui a joué un rôle déterminant pour la survie du mouvement Sōsaku hanga (littéralement « estampes créatives »). Etant le plus jeune élève de Kōshirō Onchi, il ne participe pas aux catalogues collectifs de la société Ishimoku-shu.
Il réalise ses premières gravures dès le début des années 1950 et commence à exposer en 1957. C'est en 1962 qu'il est sélectionné pour figurer dans le livre de James Michener, The Modern Japanese Print. An Appreciation (1962). En 1969, il produit 21 gravures pour le livre Festive Wine basé sur d'anciens poèmes japonais.

## Style
Le style de l'artiste consiste à associer une image principale et une gravure en relief sur une double feuille de papier ce qui donne un aspect gaufré à l'estampe. 
Les thèmes sont fréquemment tirés du domaine de la calligraphie plus ou moins modifiée et stylisée, très souvent des « kanjis chinois », mais parfois aussi de l'écriture katakana. Dès le début des années 1970, apparaissent des gravures représentant des kakis, fruits très colorés et très communs au Japon. En 1977, apparaissent les gravures représentant des pièces de céramiques traditionnelles du Japon.  
Haku Maki a produit environ 2000 gravures du début des années 1950 à 1999. Les gravures sont tirées très souvent à 100 ou 150 exemplaires, ce qui est beaucoup pour les graveurs d'estampes Sōsaku hanga, qui préfèrent des séries plus limitées.  

## Conservation
L’Art Institute of Chicago, le Cincinnati Art Museum, le Honolulu Museum of Art, le Los Angeles County Museum of Art, le Museum of Fine Arts, Boston, le Museum of Modern Art (New York), et le Philadelphia Museum of Art et le British Museum sont parmi les principaux musées comportant des œuvres de Haku Maki,.
Une grande part des estampes se trouvent aux USA, qui comptent plusieurs collections importantes telle celle de la galerie Ren Brown Collection.